# 堀河豊子
堀河豊子（ほりかわ とよこ、1161年 - 没年不詳）は、高倉天皇の妃で、潔子内親王の母である。参議・堀河頼定の娘。

## 略歴
豊子は堀河頼定と藤原教良の娘との間に生まれ、応保2年（1161年）に誕生した。母は高松院侍従と呼ばれた。その後、高倉天皇の後宮に入り典侍となった。治承3年（1179年）4月18日、高倉天皇との間に皇女（後の潔子内親王）を出産した。
『尊卑分脈』によれば妹も高倉天皇の典侍となったとされるが、同書以外にこれを裏付ける記録はない。
豊子の名は『玉葉』文治1年（1185年）11月15日条に見え、この日は6歳の潔子内親王が斎宮に卜定された日であった。その後、豊子に関する記録は途絶えている。